# صفير غير سكريبتا
عُنْصُل مُنْحَن هو نبات معمر منتفخ، يوجد في المناطق الأطلسية من شمال غرب إسبانيا إلى الجزر البريطانية، وكثيراً ما يستخدم أيضًا كنبات حديقة. يُعرف باللغة الإنجليزية باسم بلوبيل المشترك أو بلوبيل ببساطة، وهو الاسم الذي يستخدم في اسكتلندا للإشارة إلى هريبيل، كامبانولا روتونديفوليا. في الربيع، ينتج H. non-scripta إيماءة، وإزهارًا من جانب واحد من 5-12 أزهارًا أنبوبية، ذات رائحة حلوة من البنفسجي والأزرق، مع تيبال قوي الانحناء، و3-6 أوراق طويلة وخطية قاعدية.
يرتبط H. non-scripta بشكل خاص بالأراضي الحرجية القديمة حيث قد يسيطر على الجزء السفلي لإنتاج سجاد من زهور البنفسج والأزرق في «غابات بلوبيل»، ولكنه يحدث أيضًا في الموائل المفتوحة في المناطق الغربية. إنه محمي بموجب قانون المملكة المتحدة، وفي بعض الأجزاء الأخرى من نطاقه. تم إدخال نوع هيسبانيكا ذو الصلة أيضًا إلى الجزر البريطانية وتهجينه مع H. non-scripta لإنتاج مواد وسيطة تُعرف باسم H. × massartiana.

## التصنيف
تم وصف النبات لأول مرة بواسطة Carl Linnaeus في عمله المنوي 1753 Species Plantarum ، كنوع في جنس الصفة المحددة non-scriptus [ملاحظة 1] تعني «غير متعلم» أو «غير مميز» وكان القصد منه تمييز هذا النبات عن الصفير الكلاسيكي للأساطير اليونانية. نشأت هذه الزهرة الأسطورية، التي لم تكن بالتأكيد الزهرة الحديثة، [3] من دم الأمير المحتضر هياسنثوس. عشيقته، الإله أبولو، تذرف الدموع التي ميزت بتلات الزهرة الجديدة بالحروف "AIAI" («للأسف») كعلامة على حزنه. [4]
في عام 1803، نقل Johann Centurius von Hoffmannsegg و Johann Heinrich Friedrich Link النوع إلى جنس Scilla ، وفي عام 1849 قام Christian August Friedrich Garcke بنقله إلى جنس Endymion (أصبح الآن مرادفًا لـ Hyacinthoides)؛ لا يزال يُعرف على نطاق واسع باسم "Scilla non-scripta" أو "Endymion non-scriptus". [5] في عام 1934، نقل بيير شوار النوع إلى وضعه الحالي في جنس Hyacinthoides. كان Scilla هو الاسم اليوناني الأصلي لعصارة البحر، Drimia maritima ؛ Endymion هي شخصية من الأساطير اليونانية. Hyacinthoides تعني "مثل صفير
نوع الأنواع من Hyacinthoides هو H. hispanica ، بينما نوع Endymion هو "Scilla nutans"، الذي وصفه جيمس إدوارد سميث في علم النبات الإنجليزي في عام 1797 ، ولكن يتم التعامل معه الآن على أنه مرادف لـ H. non-scripta. كان سميث قد جادل بأن النوتان («الإيماء») هي لقب أكثر ملاءمة من non-scriptus ، وهو أمر لا معنى له بمجرد فصله عن Hyacinthus ، لكن المدونة الدولية لتسمية الطحالب والفطريات والنباتات تتطلب استخدام الاسم الأقدم، بغض النظر عن المعنى.
تشمل الأسماء الشائعة لـ Hyacinthoides non-scripta بلوبيل، بلوبيل شائع، بلوبيل إنجليزي، بلوبيل بريطاني، صفير بري، جرس خشبي، زهرة خرافية وزجاجة جرس. في اسكتلندا، يستخدم مصطلح «بلوبيل» لوصف هريبيل، كامبانولا روتونديفوليا

## الأنواع ذات الصلة
تتشكل صفير غير سكربيتا مع ثلاثة أنواع أخرى – H. hispanica, H. paivae و H. cedretorum - التي تتركز في شبه الجزيرة الإيبيرية. بايفاي يقتصر على منطقة صغيرة من شمال غرب ايبيريا (غاليسيا وأجزاء مجاورة من البرتغال)، في حين يوجد H. cedretorum في المناطق الجبلية في غرب شمال أفريقيا (المغرب والجزائر). داخل الإيبيرية، H. غير scripta وH. الإسبانية هي منفصلة جغرافيا من قبل نهر دويرو. يحتوي الجنس أيضا سبعة أنواع أخرى، معظمها موزعة شرقا في حوض البحر الأبيض المتوسط.

## الوصف

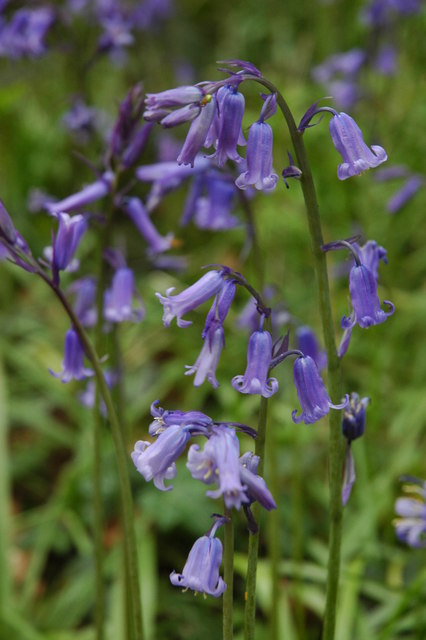

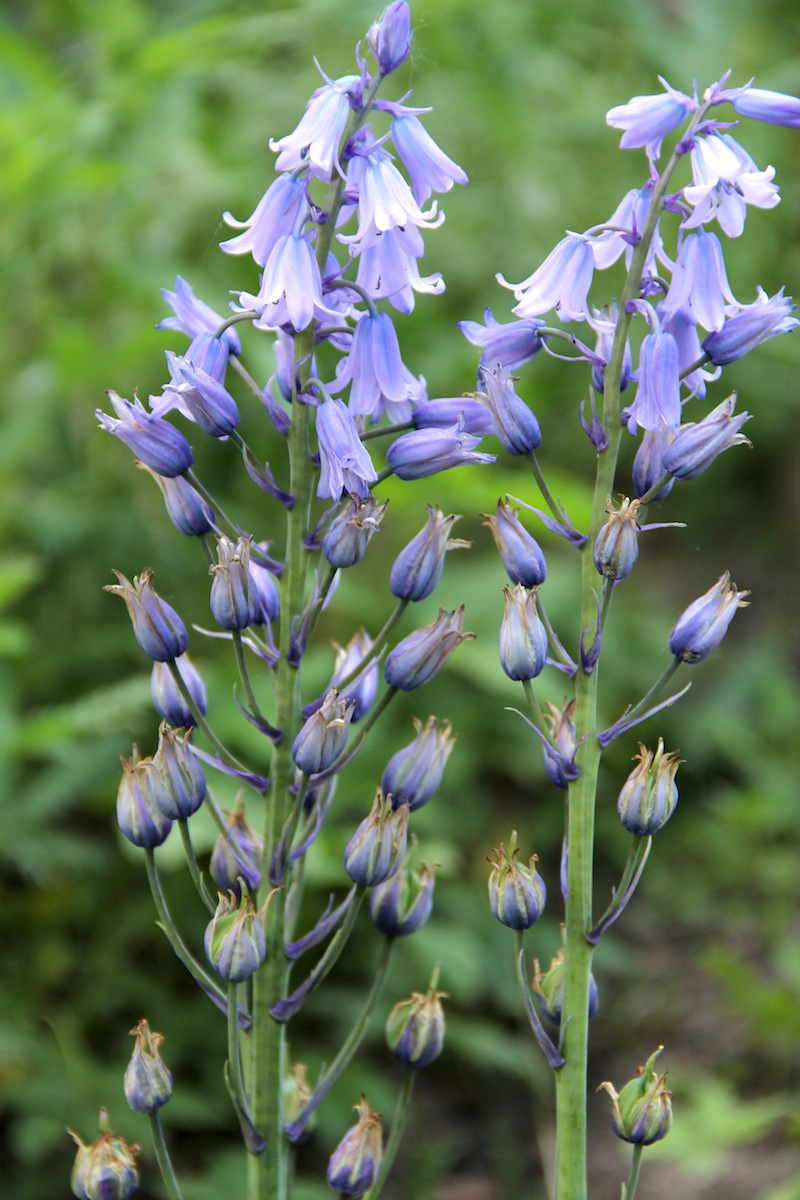

Hyacinthoides غير scripta هو نبات معمرة التي تنمو من لمبة. ينتج أوراق خطية من 3-6، وكلها تنمو من قاعدة النبات، وعرض كل منها 7-16 ملليمتر (0.28-0.63 بوصة). يُحمّل إنفلور من 5-12 (بشكل استثنائيّ 3-32) زهرات على جذع يصل إلى 500 مم (20 في) طويل القامة، أيّ يتدلّى نحو ال [رف]; يتم ترتيب الزهور في إيماءة 1-من جانب. كل زهرة 14-20 مم (0.55-0.79 في) طويلة، مع اثنين من bracts في القاعدة، وتواعد بشدة تيبال الستة في نصائحهم. وtepals هي البنفسجي والأزرق. ويندمج ال [سمينس] ثلاثة في ال [هرّل] خارجيّة إلى ال [برّنث] لأكثر من 75% من طولهم، ودبّة [كريم-لون] لقاح. الزهور معطرة بقوة وحلوة. البذور سوداء، وتنبت على سطح التربة.
تنتج المصابيح جذور انكماشية. عندما تتقلص هذه الجذور، فإنها تسحب المصابيح إلى طبقات أعمق من التربة حيث توجد رطوبة أكبر، وتصل إلى أعماق 10-12 سم (3.9-4.7 في). هذا يمكن أن يفسّر الغياب من [ه.]. [نون-سكريبت] من بعض تربة رقيقة على طباشير في إنكلترا جنوبيّ شرقيّة، بما أنّ المصابيح يكون غير قادر أن يخترق داخل تربة عميقة بما فيه الكفاية
```
الذي يحدث كنوع أدخلت في الجزر البريطانية، في عدد من الطرق. H. الإسبانية لديها الزهور شحوب التي تحملها في racemes متناظرة شعاعيا; tepals أقل تتكرر، ورائحة ضعيفة فقط. المنصات الخارجية تنصهر مع tepals لأقل من 75٪ من طولها، وthers هي نفس لون التيبال. ويعتقد أن هذين النوعين قد اختلفا منذ 8000 سنة. الاثنان نوع تهجين بسهولة أن ينتج نسل خصبة يعرف بما أنّ [هيسينتهويد] × [مسرتينا]. الهجينة هي وسيطة بين الأنواع الأبوية، وتشكيل مجموعة من الاختلاف الذي يربط بين الاثنين.
```

## التوزيع
هياسينتهويديس هو الأصلي إلى الأجزاء الغربية من أوروبا الأطلسية، من شمال غرب إسبانيا وشمال غرب البرتغال، إلى هولندا والجزر البريطانية. وتوجد في بلجيكا وبريطانيا العظمى وفرنسا وأيرلندا والبرتغال وهولندا وإسبانيا، كما أنها تحدث كجنس في ألمانيا وإيطاليا ورومانيا. كما تم إدخالها (ويمكن أن تكون غازية للغاية) في أجزاء مختلفة من أمريكا الشمالية، في كل من شمال غرب المحيط الهادئ (كولومبيا البريطانية، واشنطن وأوريغون)، ومنطقة البحيرات الكبرى (أونتاريو ونيويورك وأوهايو وبنسلفانيا) وأجزاء أخرى من الولايات المتحدة (فرجينيا، كنتاكي وانديانا).
على الرغم من التوزيع الواسع فإنه يصل إلى أكبر كثافاته في الجزر البريطانية، حيث «غابة بلوبيل» (الغابات مع الخلفية التي تهيمن عليها في الربيع هي مشهد مألوف وجدت في جميع أنحاء الجزر البريطانية، باستثناء هبريدس الخارجي الشمالي (لويس وهاريس)، أوركني وشتلاند، ويقدر أن 25٪-50٪ من جميع البلوبيل المشتركة يمكن العثور عليها في الجزر البريطانية.
بلوبيل هي نوع من الغابات النفضية على الكثير من مداها، المزهرة والورقة في وقت مبكر قبل إغلاق المظلة في أواخر الربيع. ويمكن أيضا أن تكون موجودة تنمو تحت براكن أو نوتويد اليابانية، والنباتات المعمرة التي تشكل أيضا تقف مع مظلة الصيف الكثيفة. هم أكثر ناجحة على تربة حامض قليلا; قد تكون احتلت نفس مكانة في الظروف القلوية من قبل أنواع أخرى مثل perennis ميركورياليس. كنوع تكييفها مع الغابات، يطلق النار الشباب قادرة على اختراق من خلال طبقة سميكة من أوراق القمامة، وغالبا ما تستخدم البلوبيل كنوع مؤشر لتحديد الغابات القديمة. كما توجد بلوبيل في كثير من الأحيان في hedgerows، وفي الغرب من مداها يمكن العثور عليها تنمو في الموائل المفتوحة، بما في ذلك المروج الساحلية. زهور بلوبيل غنية بحبوب اللقاح والرحيق، ويتم تلقيحها بشكل رئيسي بواسطة النحل، على الرغم من أنها أيضاً زارتها الحشرات الأخرى المختلفة. هم نوع مضيفة للفطريات الطفيلية أوروميس موسكاري، الذي يسبب صدأ بلوبيل. وتتعزز قدرة على تناول الفوسفور من التربة إلى حد كبير من خلال وجود mycorrhizae arbuscular في جذورها

## الحماية

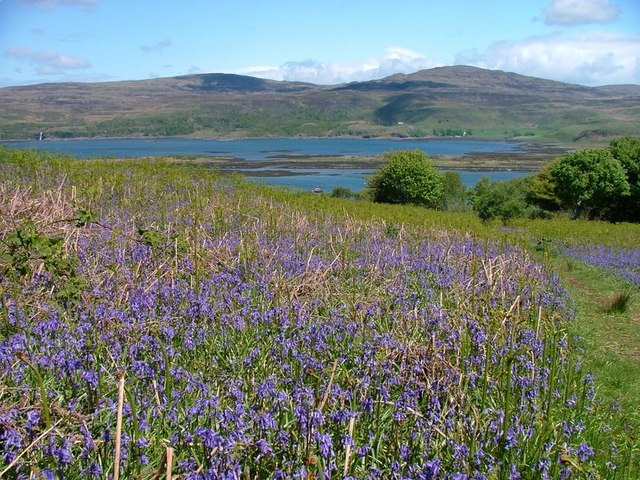

ولا يتمتع القانون الدولي بالحماية من هِيَنثويدات غير النصية، مثل اتفاقية CITES أو توجيه الموائل الصادر عن الاتحاد الأوروبي.
في المملكة المتحدة، هو الأنواع المحمية بموجب قانون الحياة البرية والريف لعام 1981. ويحظر على ملاك الأراضي إزالة البلوبيل الشائعة على أراضيهم للبيع، ومن الجرائم الجنائية إزالة المصابيح البرية الشائعة. تم تعزيز هذا التشريع في عام 1998 بموجب الجدول 8 من القانون الذي يجعل أي تجارة في المصابيح الزرقاء البرية الشائعة أو البذور جريمة، يعاقب عليها بغرامات تصل إلى 5000 جنيه إسترليني لكل لمبة. هذا النوع غير محمي في جمهورية أيرلندا.
في فرنسا، يقتصر إلى حد كبير على النصف الشمالي من البلاد. ليست محمية قانونيا على المستوى الوطني، ولكنها محمية في العديد من الأسوار نحو حافة مداها (كوريز، لوريت، جيروند، لوط-إي-غارون، دوردوني، شير، يوري-إي-لوار، إندري-إي-لوار ولوار-إي-شير). في والونيا، محمي بموجب الملحق السابع من Loi sur la conservation de la nature

## استخدامه

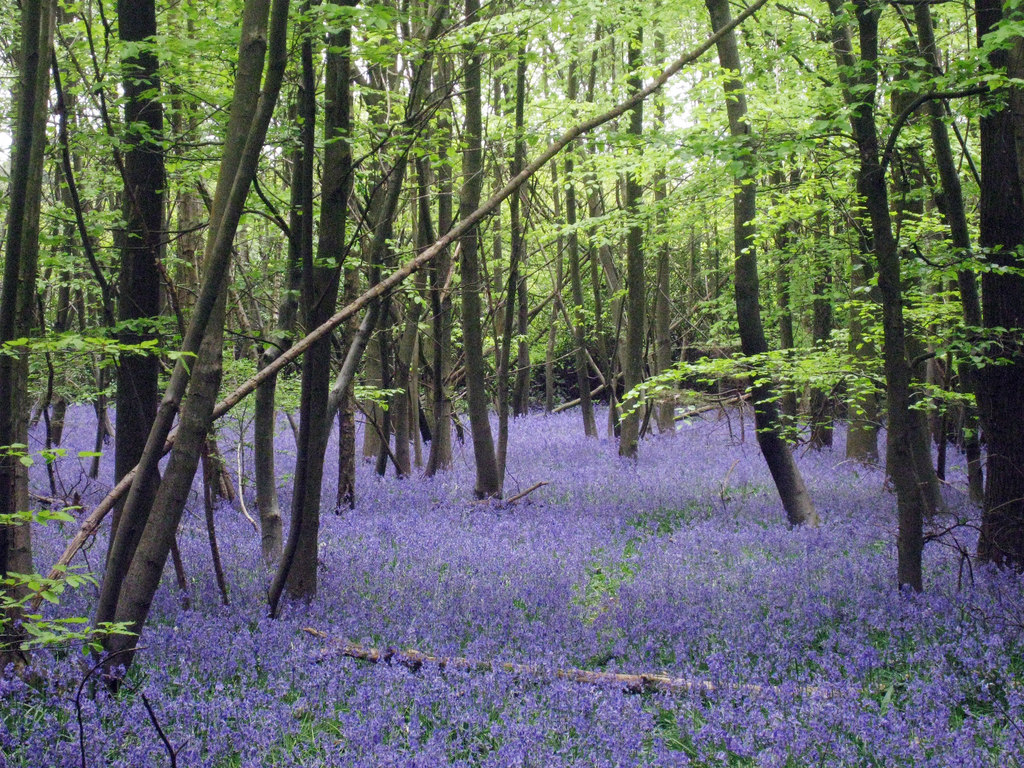

تزرع على نطاق واسع كما النباتات في الحديقة، إما بين الأشجار أو في الحدود عشبي. وهي زهرة في نفس الوقت مع الهايسينثات، نرجس وبعض الزنبق. قدرتها على التكاثر النباتي، باستخدام تعويضات المصباح والبذور، تعني أنها يمكن أن تنتشر بسرعة، وقد تحتاج إلى التحكم فيها كـ الـ 10.
على غرار أعضاء آخرين من جنسهم، تعتبر البلوبيل- وخاصة المصابيح الخاصة بهم- عادة لتكون سامة. تخليق بلوبيل مجموعة واسعة من المواد الكيميائية ذات الخصائص الطبية المحتملة: أنها تحتوي على ما لا يقل عن 15 مركبات نشطة بيولوجيا التي قد توفر لهم الحماية ضد الحشرات والحيوانات. مقتطفات معينة – قلويدات قابلة للذوبان في الماء – مماثلة للمركبات التي تم اختبارها لاستخدامها في مكافحة فيروس نقص المناعة البشرية والسرطان. تستخدم المصابيح من البلوبيل في الطب الشعبي كعلاج لليوروكورهوهيا، وكما مدر للبول أو في حين أن النسغ يمكن استخدامها كمادة لاصقة.
ويمكن اعتبار البلوبيل «الزهرة المفضلة» في المملكة المتحدة. عندما نظمت منظمة بلانت لايف الخيرية النباتية البرية دراسة استقصائية في عام 2004 للعثور على زهرة مفضلة لكل مقاطعة في المملكة المتحدة، قررت منع الناخبين من اختيار بلوبيل لأنها كانت إلى حد بعيد الخيار الأول في استطلاع سابق للزهرة المفضلة في البلاد. استعملت [بلبل] منسّم كشعار جمعية نباتيّة من بريطانيا وأيرلندا